# Daniel von Arentsschild
Daniel von Arentsschild (* 21. Dezember 1612 in Wismar; † 11. Februar 1670 in Oldendorf) war ein deutscher Beamter in der sogenannten Schwedenzeit. Er war Kriegs- und Landrat für die Schweden.

## Herkunft
Arentsschild wurde 1612 als Sohn des Georg Arentsen geboren. Sein Vater war der erzbischöflich-bremische Stallmeister von Johann Friedrich von Schleswig-Holstein-Gottorf.

## Leben
Er ging 1630 als Cornet in schwedische Dienste. Bei einem Gefecht bei Nürnberg wurde er durch einen Schuss in den Schenkel verwundet und geriet in Gefangenschaft. Er floh aus der Gefangenschaft und kam anschließend in das Regiment Orenstjerna. 1634 wurde er Kompaniekommandeur, als solcher kämpfte er auch in der Schlacht bei Nördlingen. Nach der Schlacht wurde sein Regiment aufgelöst und er kam zum General Stahlhans. Er erhielt eine Kompanie Reiter und kämpfte bei Stargard und Stettin. 1637 warb er drei weitere Kompanie und wurde als Major Kommandeur von vier Kompanien. 1637 stand er in Stolpe, wo er die Tochter der Hofpredigers Grantzin heiratete. 1639 stand er bei Prag im Gefecht und geriet dort verwundet in Gefangenschaft. Einige Monate später wurde er ausgetauscht. Anschließend kam Arendschild zur Armee des Generalfeldmarschall Bauer, der ihm zum Oberstleutnant beförderte. 1641 nahm er seinen Abschied und kaufte ein Haus in Oldendorf.
Er hatte von 1642 an seinen Sitz in Oldendorf und wurde mit einem Hof im nahegelegenen Sunde belohnt. 
1643 kehrte er aber zur Armee zurück. Er kam zur Armee Torstensson. Zusammen mit dem Obristen Friedrich Reitz von Eisenberg († Januar 1645) warb er in Minden ein Regiment. Mit diesem kämpfte er in Bernburg und bei Magdeburg. Nach dem Tod seines Obristen, wurde er zum Oberst und erhielt das Regiment. Er kämpfte unter Königsmark bei Prag und mit dem Feldmarschall Wrangel besetzte er Bremen. Nach dem Westfälischen Frieden kehrte er in sein Haus zurück.
Als Oberst wurde er am 19. Juli 1651 von Christina von Schweden als von Arentsen geadelt. 1656 warb er in Bremen ein Regiment, mit dem er in Polen für die Schweden kämpfte. Karl X. beförderte er ihn dafür zum Generalmajor. Am 30. Mai 1663 erhielt er von Karl XI. den Namen von Arentsschild zuerkannt. 1664 wurde er schwedischer Generalleutnant und Kriegsrat. Am 8. Januar 1665 kehrte er nach Oldendorf zurück, wo inzwischen seine Frau gestorben war. 1667 stand er bei der Blockade von Bremen und heiratete Hedwig Ilse von der Kuhla. Im Zuge der Säkularisation war er als Propst des Klosters Himmelpforten der erste Verwalter des Amtes Himmelpforten und wurde Landrat in Bremen.

## Familie
In erster Ehe heiratete Arentsschild 1637 in Stolp Susanne Grantzin (* 1. Januar 1611; † 5. Januar 1665), sie war die Witwe des reichen Bürgers Petri Hiller und Tochter des Präpositus von Rügenwalde Andreas Grantzin und dessen Gemahlin Susanne Ronfehls. Das Paar hatte fünf Söhne und vier Töchter. 
In zweiter Ehe heiratete er im April 1667 Hedwig Ilse von der Kuhla (* 15. August 1642; † 16. April 1712), Tochter des Domherren Christoph von der Kuhla und der Anna Bremer.
Er hatte mit ihr die Söhne Carl (* 10. Dezember 1669; † 16. April 1712) und Christoph Daniel (* 1667; † 14. Oktober 1721). Das Epitaph von Arentsschild und seiner zweiten Frau sowie die Gruftplatte von seiner ersten Frau befinden sich in der 800 Jahre alten Feldstein-Kirche St. Martin zu Oldendorf, für die Arentsschild auch den Altar gestiftet hat.
Weitere Nachfahren sind Wilhelm von Arentsschild (* 7. Januar 1761 in Bremen; † 25. Oktober 1835 in Hildesheim) und Alexander von Arentsschild (* 14. Oktober 1806 in Lüneburg; † 14. Mai 1881 in Hannover).

## Wappen
Der Adler und der Löwe aus Arentsschilds Wappen befinden sich auch im Wappen von Oldendorf.

## Ehrungen
In Oldendorf wurde die Von-Arentsschild-Straße nach ihm benannt.